# Les Requins de Gibraltar
Pour plus de détails, voir Fiche technique et Distribution.
Les Requins de Gibraltar est un film d'espionnage français réalisé par Émile-Edwin Reinert, sorti en 1947.

## Synopsis
Pendant la Seconde Guerre mondiale, Gordon, un espion, fait passer des documents confidentiels de l'amirauté britannique à l'Axe via Stella. Celle-ci est une ancienne alcoolique qui a été transformée en lady. Mais l'arrivée d'un officier français va bouleverser la vie de l'espionne en herbe.

## Fiche technique
- Titre : Les Requins de Gibraltar
- Réalisateur : Émile-Edwin Reinert
- Scénario : Norbert Carbonnaux, Jacques Companéez et Ernst Neubach
- Photographie : Robert Lefebvre
- Costumes : Maggy Rouff
- Décors : Aimé Bazin
- Son : Jacques Hawadier
- Musique : Alain Romans
- Montage : Victoria Mercanton
- Photographe de plateau : Léo Mirkine
- Société de production : Discina
- Tournage : du 28 avril au 29 septembre 1947
- Durée : 102 minutes
- Date de sortie : France, 14 novembre 1947

## Distribution
- Annie Ducaux : Stella
- Louis Salou : Gordon
- Yves Vincent
- Jacques Berthier
- Marcelle Géniat
- Lucien Callamand
- André Brunot
- Henri Crémieux
- Pierre Dudan